# 緩衝液
緩衝液（かんしょうえき、英: buffer solution）は、緩衝作用のある溶液であり、弱酸とその共役塩基（英語版）や弱塩基とその共役酸を混合したものである。通常、単に緩衝液とだけいう場合は、水素イオン濃度に対する緩衝作用のある溶液を指し、本項目でも特別な注意書きがない場合にはこの意味の緩衝液について記述する。緩衝液は少量の酸や塩基を加えたり、多少濃度が変化したりしても pH が大きく変化しないようにした溶液のことである。
弱酸とその塩などを溶かした水溶液を指すことが多い。微生物の培養や化学物質の保存・分離などに用いられる。

## 原理
緩衝液は溶液中で次の化学平衡状態にある。
{\displaystyle {\ce {HA<=>{H^{+}}+A^{-}}}}

弱酸とその共役塩基の混合物に水酸化物イオンを加えた場合の解説

強酸を弱酸とその共役塩基の混合物に加えた際、ルシャトリエの原理によって平衡が左に傾き、強酸の水素イオンの一部は弱酸イオンのプロトン化に使われる。そのため、強酸を水に加えた時よりも水素イオンの増加量は小さくなる。同様に、強塩基を加えた場合も水酸化物イオンの一部は弱酸の脱プロトン化に使われ、水酸化物イオンの増加量は小さくなる。この現象は pKa = 4.7 の弱酸の滴定実験によって説明できる。HA の濃度と A- の濃度が等しい pH 4.7 付近の緩衝領域では pH の変化は相対的に遅くなる。滴下した水酸化物イオンの大半は下記反応に消費されるため、水素イオン濃度の減少量は小さくなる。
{\displaystyle {\ce {{OH^{-}}+HA->{H2O}+A^{-}}}}
その結果、pHを増加させる中和反応に消費される水酸化物イオンはごくわずかとなる。
{\displaystyle {\ce {{OH^{-}}+{H^{+}}->H2O}}}
95%以上の弱酸が脱プロトン化すると、滴下した水酸化物イオンのほとんどが中和反応に使われるため、急激にpHが増加する。

## 概要
生物や化学物質にはpHに敏感なものが多いため、取扱い時にはその制御が必要となる。しかし、純粋な水は外的（大気中の二酸化炭素など）あるいは内的（微生物自身の代謝産物など）な要因によって容易にpHが変動してしまう為、コンタミネーションの起こりやすい環境での長期的な使用には不適である。
このような場合、溶液のpHを（ある程度）一定に保つ方法として、緩衝液を使用することが多い。緩衝液は弱酸（酢酸など）と、その塩（酢酸ナトリウムなど）を共存させた水溶液が一般的であり、多少の酸や塩基が加えられたり、蒸発や希釈によって濃度が変化したりしても、ほとんどpHが変動しないという作用（緩衝作用）を持つ。
緩衝液に酸 H+ や塩基 OH−を加える場合、緩衝液内に存在する塩や電離したイオンと結びつき中和されるため、結果pHの変化が緩やかとなる。
また、緩衝液のpHは用いる物質の組み合わせや、その比によってある程度自由に変化の度合いを決めることが可能である。
緩衝作用は生体内でも利用されている。血液は、多様な塩類が溶け込んだ緩衝液であり、外部から多少の異物が入り込んでも致命的な影響が生じないようになっている。血液の緩衝力の多くは、炭酸と炭酸水素イオンの間の解離平衡による。

## 理論
例として酢酸 CH3COOH と酢酸ナトリウム CH3COONa を混合した水溶液を考える。
酢酸は水中で解離し、弱酸であるから次の平衡を取る。
{\displaystyle {\ce {CH3COOH\ <=>\ {CH3COO^{-}}+H^{+}}}}
一方、酢酸ナトリウムは塩であるから水中で完全に電離し、酢酸イオンとナトリウムイオンとなる。
{\displaystyle {\ce {CH3COONa\ <=>\ {CH3COO^{-}}+Na^{+}}}}
また、平衡定数Kaは次のように表せる。
{\displaystyle {\ce {{\mathit {K}}_{a}={\frac {[H^{+}][CH3COO^{-}]}{[CH3COOH]}}}}}
この式を変形することで次式が得られる。
{\displaystyle \mathrm {pH} =-\log[\mathrm {H} ^{+}]=-\log K_{\mathrm {a} }{\frac {[\mathrm {CH_{3}COOH} ]}{[\mathrm {CH_{3}COO^{-}} ]}}}
酢酸の電離度は低いため、系中に存在する酢酸イオンの濃度は加えた酢酸ナトリウムの量にほぼ等しい。したがって、この溶液のpHは次のように近似することもできる。
{\displaystyle \mathrm {pH} \approx \mathrm {p} {K}_{a}+\log {\frac {C_{\mathrm {CH_{3}COONa} }}{C_{\mathrm {CH_{3}COOH} }}}}
ここで、C CH3COOH 等で示したものはそれぞれの分析濃度である。この近似が成立するのは 酢酸および酢酸ナトリウムの濃度があまり違わない場合に限られることに注意すべきである。後述するように一般に緩衝作用が発揮されるためにはこの条件が要求されるため、上式は現実的な緩衝液については有効性が高いといえる。この関係式はヘンダーソン‐ハッセルバルヒ式(Henderson‐Hasselbalch equation)と呼ばれる。なお、この近似前の式を指してヘンダーソン-ハッセルバルヒ式と呼んでいる書籍が多く見られるが、これは間違いである。
これより、緩衝液の pH は弱酸の平衡定数と、共役塩基濃度（この場合は酢酸ナトリウム）と酸濃度（この場合は酢酸）の比の対数によって決定される。
加える酸（または塩基）の量が、緩衝液中の酸/共役塩基の総量に比べて少ない場合は酸/共役塩基濃度の変化も小さいので、pH に与える影響は上式で表されているように、さらに対数的に小さくなる。
定性的に見るならば、緩衝液の pH は酸と共役塩基による平衡によって決定づけられており、これらの緩衝液に対して酸/塩基成分を添加しても酸/共役塩基間の平衡をずらすのに消費されるので、見かけ上pHの変化が現れにくくなっている。
したがって、酸/共役塩基のモル濃度比が 1 に近いほど緩衝作用は大きくなる。またこれらのモル濃度が高いほど緩衝作用は強く表れる。緩衝液の能力を表す、緩衝容量 (buffer capacity) は、これらの 2 つの用件が満たされる場合に大きくなる。
また、特定の酸とその共役塩基（またはその逆）の緩衝作用が強くなるpHの範囲も重要であり、これを緩衝範囲 (buffer range)という。緩衝範囲は酸解離定数pKaより1小さい値から1大きい値までの間である。たとえば、酸解離定数pKaが5.00であるとき、最も緩衝作用が強くなるのはpHが4.00と6.00の間にあるときである。
また式より、緩衝液の pH は溶液の濃度に依存しないことが分かる。これは、緩衝液の濃度が多少変化しても、pH はほとんど変化しないということを示している。
同様の機構によって、キレート化合物を使えば、水素イオンではなく、金属イオンに対する緩衝液も構築することができる。酸化還元対を用いれば、酸化還元電位、すなわち酸化還元能力についての緩衝液を構築することもできる。

## 用途
緩衝液は酵素が一定のpH条件化で働くために不可欠である。多くの酵素は非常に限られた条件化でしか機能せず、その範囲からわずかでもずれると働きが鈍くなったり、働かなくなったり、変性してしまったりし、これらは生体にとっては望ましくないことである。血液では炭酸と炭酸水素イオンは血漿内で緩衝液として働き、血漿を pH 7.35 – 7.45 の間に保っている。
- 生物学的用途 - 細胞や微生物の培養液、など。
- 化学物質の単離 - クロマトグラフィーの移動相、電気泳動の溶媒、など。
- pH の基準 - pHメーターの標準液など。

## 種類
緩衝液は目的に応じて様々なものが考案されている。
- 酢酸緩衝液（酢酸 + 酢酸ナトリウム）
- リン酸緩衝液（リン酸 + リン酸ナトリウム）
- クエン酸緩衝液（クエン酸 + クエン酸ナトリウム)
- クエン酸リン酸緩衝液（クエン酸 + リン酸ナトリウム)
- ホウ酸緩衝液
- 酒石酸緩衝液
- トリス緩衝液
- リン酸緩衝生理食塩水
- マッキルベイン緩衝液

ある溶液に、緩衝作用をさせるために添加される化合物を緩衝剤と呼ぶことがある。